# Mrtvi kanal
Mrtvi kanal naziv je za staro kanalizirano korito Rječine u Rijeci.

## Povijest
Kad je Rijeka proglašena slobodnom lukom 1719. briga o uređenju korita Rječine postaje državnom stvari pa se na ušću grade s obje strane gatovi, od kojih je gat na lijevoj obali produžen za 47 metara. Što je više ušće Rječine napredovalo prema moru opasnost na ulazu u luku bivala je veća, jer se uz nanose rijeke gomilao morski pijesak nošen jugom i strujom. Tako se sve više gat uz lijevu obalu produžavao u more, da bi po projektu iz 1856. godine bio zaokrenut prema zapadu, što je ostvareno godine 1871., a to je ustvari začetak kasnije luke Baroš (Porto Baross).
Rijeka je stoljećima trpjela od poplava Rječine. Poslije jedne jake poplave, jače od prethodnih, čije su vode dosegle do Korza, odlučeno je da se Rječina regulira tako što će se iskopati novo korito po pravcu koji bira tok rijeke kad je njen najviši vodostaj. U tim slučajevima Rječina je preko franjevačke Brajde naprosto prodirala najkraćim putem prema moru ne poštujući umjetno stvoreni lakat službenog korita. Uz veliko ulaganje taj je iskop učinjen 1854. – 1855., tako što je u staro korito puštena morska voda pa je nastao Mrtvi kanal, a novo korito je odvelo Rječinu pravo u more. Mrtvi kanal do danas služi kao luka za barke i manje brodove.
Nakon radova iz 1854. godine ostao je između Mrtvog kanala i novog korita Rječine teren trokutastog oblika koji je zbog sličnosti s grčkim slovom Δ dobio naziv Delta. Taj je teren od 1854. zatrpavan, osobito kada su mađarske državne željeznice gradile svoj prometni sustav i pokretni (okretni) željeznički most. Delta je 1884. godine zauzimala prostor od 26.684 četvorna metra. Uz nasipavanje Delte produžavalo se novo korito Rječine. 

## Zanimljivosti
- Prokopom novog toka Rječine i naspavanjem Delte mijenja se tradicionalna (povijesna) granica između Rijeke (corpus separatum) i Hrvatske i Slavonije jer se kanaliziranjem širi lijeva operativna obala luke u Mrtvom kanalu, kao i skladišna zona na Delti pa od 1868., kada se Rijeci vraća status corpus separatuma, novi tok Rječine postaje granica. To se ne mijenja ni nakon Prvog svjetskog rata, kada je Rječina ostala granica između Slobodne Države Rijeka i Kraljevine SHS, sve do 1924. kada su Rimskim ugovorom Kraljevina Italija i Kraljevina SHS podijelile teritorij Slobodne Države Rijeka pa je Sušaku (Kraljevini SHS) pripala luka Baroš i Mrtvi kanal, a granica se protezala odmah do platana na desnoj obali Mrtvog kanala.
- Zanimljivo je da i nakon prokopa novog toka Rječine Riječani (Fiumani) i dalje taj kanalizirani stari tok nazivaju Fiumara (Rječina), a naziv Sušačana Mrtvi kanal proširuje se među novim stanovništvom Rijeke nakon njene aneksije Hrvatskoj.
- Željeznički pokretni (okretni) most je polako gubio svoju funkciju za ulazak i izlazak teretnih brodića (bragoca) nakon izgradnje luke Baroš, a nakon 1945. potpuno prestaje ulazak većih barka. Posljednji put most je okrenut početkom 1969. kada je, kao odraz revolucionarne '68. došlo do velike pobune riječkih dokera pa kako im se ne bi pridružili sušački lučki radnici, okreće se most i milicija blokira pristup riječkoj luci.